# Káto Christós
Káto Christós (Kato Christos) är en ort i Grekland.   Den ligger i prefekturen Nomós Serrón och regionen Mellersta Makedonien, i den nordöstra delen av landet, 300 km norr om huvudstaden Aten. Káto Christós ligger 80 meter över havet och antalet invånare är 386.
Terrängen runt Káto Christós är platt åt sydväst, men åt nordost är den kuperad.Runt Káto Christós är det ganska tätbefolkat, med 192 invånare per kvadratkilometer. Närmaste större samhälle är Serrai, 8,2 km sydost om Káto Christós. Trakten runt Káto Christós består till största delen av jordbruksmark.